# Аудакс Итальяно
«Ауда́кс Италья́но» (исп. Audax Club Sportivo Italiano) — чилийский футбольный клуб из пригорода Сантьяго Ла-Флорида.

## История
Основан итальянцами в 1910 году и был принят в Первый дивизион чилийской футбольной лиги. Клуб четыре раза становился чемпионом Чили. В 2006 году «Аудакс Итальяно» впервые в своей истории квалифицировался для участия в международных соревнованиях, приняв участие в Кубке Либертадорес и Южноамериканском кубке 2007. Затем был участником групповой стадии Кубка Либертадорес 2008.
Самыми главными соперниками «Аудакс Итальяно» являются две другие «иммигрантские» команды Сантьяго — «Унион Эспаньола» (испанцы) и «Палестино» (палестинские арабы).
Домашний стадион команды — «Ла-Флорида».

## Достижения
- Чемпион Чили (4): 1936, 1946, 1948, 1957
- Участник Высшего дивизиона чемпионата Чили: 1933—1971, 1977—1986, 1996—н. в.
- Участник Кубка Либертадорес (2): 2007, 2008 (групповая стадия)
- Участник Южноамериканского кубка (1): 2007 (второй квалификационный раунд)
- Участник Кубка КОНМЕБОЛ (1): 1998 (первый раунд)